# Daboh
Daboh (en hindi: दबोह ) es una localidad de la India, en el distrito de Bhind, estado de Madhya Pradesh.

## Geografía
Se encuentra a una altitud de 164 m s. n. m. a 448 km de la capital estatal, Bhopal, en la zona horaria UTC +5:30.

## Demografía
Según estimación 2010 contaba con una población de 21 695 habitantes.